# Comuna Stari Beizîmî, Șepetivka
Stari Beizîmî (în ucraineană Старі Бейзими) este o comună în raionul Șepetivka, regiunea Hmelnîțkîi, Ucraina, formată din satele Brîkulea, Lavrînivți, Markivți și Stari Beizîmî (reședința).

## Demografie
Componența lingvistică a comunei Stari Beizîmî
     Ucraineană (97,38%)
     Rusă (2,25%)
     Alte limbi (0,13%)
Conform recensământului din 2001, majoritatea populației comunei Stari Beizîmî era vorbitoare de ucraineană (97,38%), existând în minoritate și vorbitori de rusă (2,25%).